# Пасивування

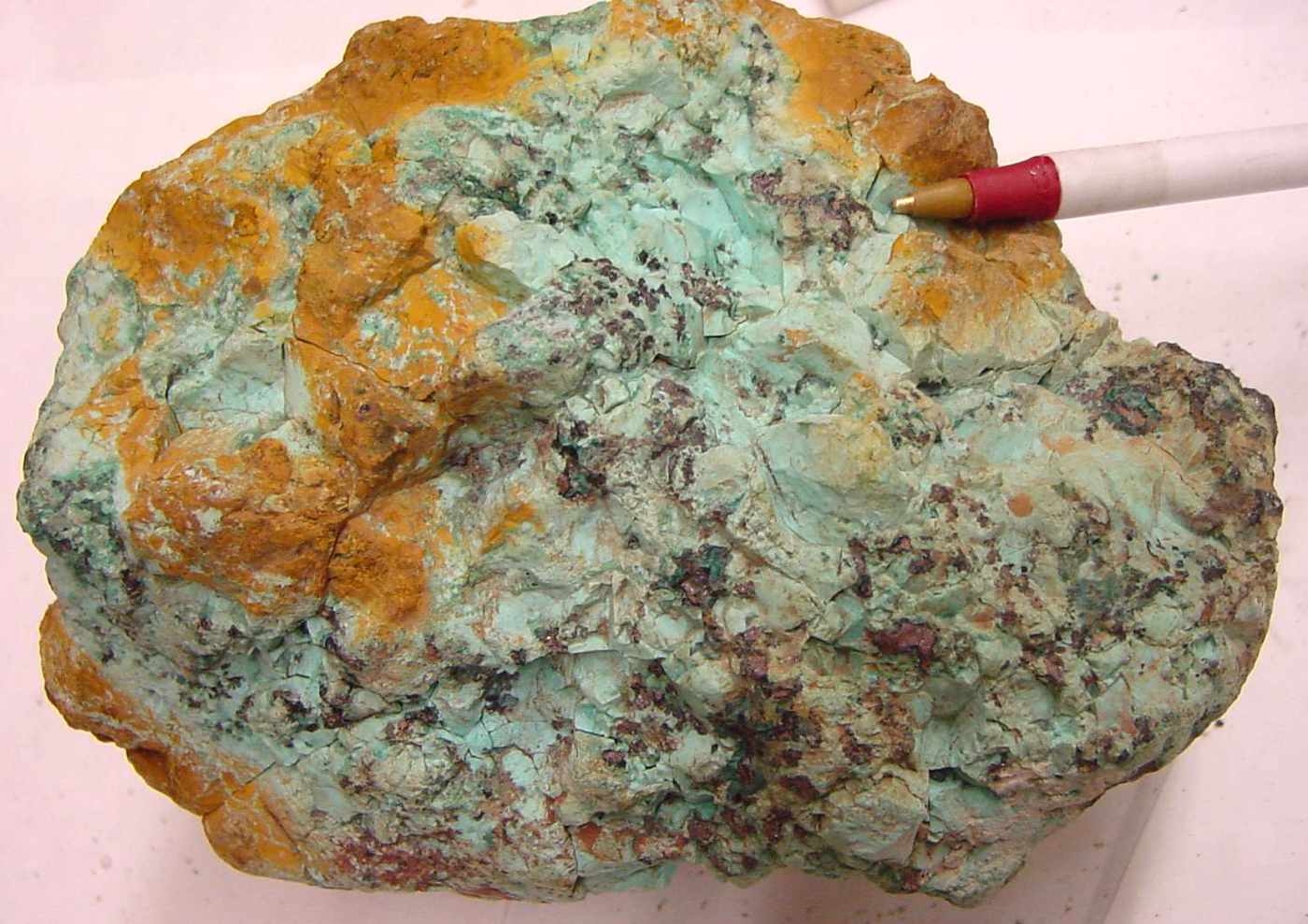
Окси-плівка на міді.

Пасивування, пасивація (рос. пассивирование, англ. passivation):

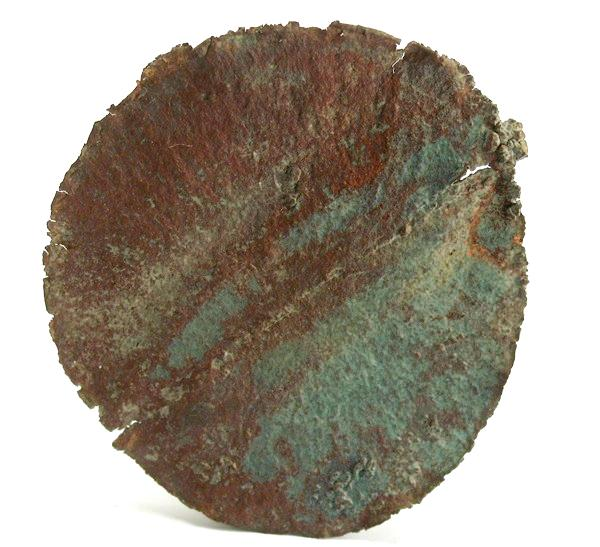
Оксидна плівка на міді.

1. Утворення тонкої плівки або шару на поверхні металу або мінералу, що діє як захисне покриття для цієї поверхні від подальших хімічних реакцій, таких як корозія, електророзчинення, розчинення. Така плівка часто, хоч і не завжди, оксидна. Утворення оксидної плівки може відбуватись у результаті хімічного чи електрохімічного окиснення.
2. Методи та прийоми обробки поверхні металічних виробів, які придають їм стійкість до дії агресивних агентів.
3. В електрохімічній корозії — процес переведення металу з активного в пасивний стан шляхом утворення пасивуючої плівки.

Потенціал пасивування — в електрохімічній корозії — найбільше значення негативного електродного потенціалу, при якому утворюється пасивуюча плівка. Звичайно корозійний струм є максимальним при потенціалі пасивації.
Пасивований метал (рос. пассивированный металл, англ. passivated metal) — метал, поверхня якого покрита захисною плівкою оксиду, що перешкоджає його реакціям з кородуючими речовинами, наприклад, з водою чи киснем.